# Mifel Tennis Open by Telcel Oppo 2023 - Qualificazioni singolare
Le qualificazioni del singolare del Mifel Tennis Open by Telcel Oppo 2023 sono state un torneo di tennis preliminare per accedere alla fase finale della manifestazione. I vincitori dell'ultimo turno sono entrati di diritto nel tabellone principale. In caso di ritiro di uno o più giocatori aventi diritto a questi sono subentrati i lucky loser, ossia i giocatori che hanno perso nell'ultimo turno ma che avevano una classifica più alta rispetto agli altri partecipanti che avevano comunque perso nel turno finale.

## Teste di serie
1. Kaichi Uchida (primo turno)
2. Renzo Olivo (primo turno, ritirato)
3. Abedallah Shelbayh (ultimo turno)
4. Beibit Žukaev (qualificato)

1. Patrick Kypson (primo turno)
2. Jason Jung (ultimo turno, lucky loser)
3. Skander Mansouri (qualificato)
4. Eduardo Ribeiro (primo turno)

## Qualificati
1. Gonzalo Lama
2. Omni Kumar

1. Skander Mansouri
2. Beibit Žukaev

### Lucky loser
1. Jason Jung

## Tabellone

### Legenda
| - Q = Qualificato - WC = Wild card - LL = Lucky loser | - ALT = Alternate - SE = Special Exempt - PR = Protected Ranking | - w/o = Walkover - r = Ritirato - d = Squalificato |

### Sezione 1
|  | Primo turno | Primo turno         | Primo turno         | Primo turno | Primo turno |  |  | Ultimo turno | Ultimo turno        | Ultimo turno | Ultimo turno | Ultimo turno |  |
|  |             |                     |                     |             |             |  |  |              |                     |              |              |              |  |
|  | 1           | Kaichi Uchida       | Kaichi Uchida       | 4           | 2           |  |  |              |                     |              |              |              |  |
|  |             | Gonzalo Lama        | Gonzalo Lama        | 6           | 6           |  |  |              | Gonzalo Lama        | 7            | 5            | 6            |  |
|  | WC          | Luis Carlos Álvarez | Luis Carlos Álvarez | 6           | 6           |  |  | WC           | Luis Carlos Álvarez | 5            | 7            | 4            |  |
|  | 8           | Eduardo Ribeiro     | Eduardo Ribeiro     | 4           | 4           |  |  |              |                     |              |              |              |  |

### Sezione 2
|  | Primo turno | Primo turno        | Primo turno        | Primo turno | Primo turno |  |  | Ultimo turno | Ultimo turno | Ultimo turno | Ultimo turno | Ultimo turno |  |
|  |             |                    |                    |             |             |  |  |              |              |              |              |              |  |
|  | 2           | Renzo Olivo        | 1                  | 1           | r           |  |  |              |              |              |              |              |  |
|  |             | Omni Kumar         | 6                  | 4           |             |  |  |              | Omni Kumar   | 6            | 4            | 7            |  |
|  |             | Aleksandr Cozbinov | Aleksandr Cozbinov | 0           | 1           |  |  | 6            | Jason Jung   | 4            | 6            | 63           |  |
|  | 6           | Jason Jung         | Jason Jung         | 6           | 6           |  |  |              |              |              |              |              |  |

### Sezione 3
|  | Primo turno | Primo turno        | Primo turno        | Primo turno | Primo turno |  |  | Ultimo turno | Ultimo turno       | Ultimo turno       | Ultimo turno | Ultimo turno |  |
|  |             |                    |                    |             |             |  |  |              |                    |                    |              |              |  |
|  | 3           | Abedallah Shelbayh | Abedallah Shelbayh | 6           | 6           |  |  |              |                    |                    |              |              |  |
|  |             | Nick Chappell      | Nick Chappell      | 3           | 2           |  |  | 3            | Abedallah Shelbayh | Abedallah Shelbayh | 63           | 3            |  |
|  |             | Jorge Panta        | Jorge Panta        | 4           | 2           |  |  | 7            | Skander Mansouri   | Skander Mansouri   | 7            | 6            |  |
|  | 7           | Skander Mansouri   | Skander Mansouri   | 6           | 6           |  |  |              |                    |                    |              |              |  |

### Sezione 4
|  | Primo turno | Primo turno    | Primo turno   | Primo turno | Primo turno |  |  | Ultimo turno | Ultimo turno  | Ultimo turno  | Ultimo turno | Ultimo turno |  |
|  |             |                |               |             |             |  |  |              |               |               |              |              |  |
|  | 4           | Beibit Žukaev  | Beibit Žukaev | 7           | 6           |  |  |              |               |               |              |              |  |
|  | WC          | Luca Lemaitre  | Luca Lemaitre | 69          | 4           |  |  | 4            | Beibit Žukaev | Beibit Žukaev | 6            | 6            |  |
|  |             | Keegan Smith   | 6             | 64          | 6           |  |  |              | Keegan Smith  | Keegan Smith  | 3            | 1            |  |
|  | 5           | Patrick Kypson | 3             | 7           | 2           |  |  |              |               |               |              |              |  |